# DNA-Reihenuntersuchung

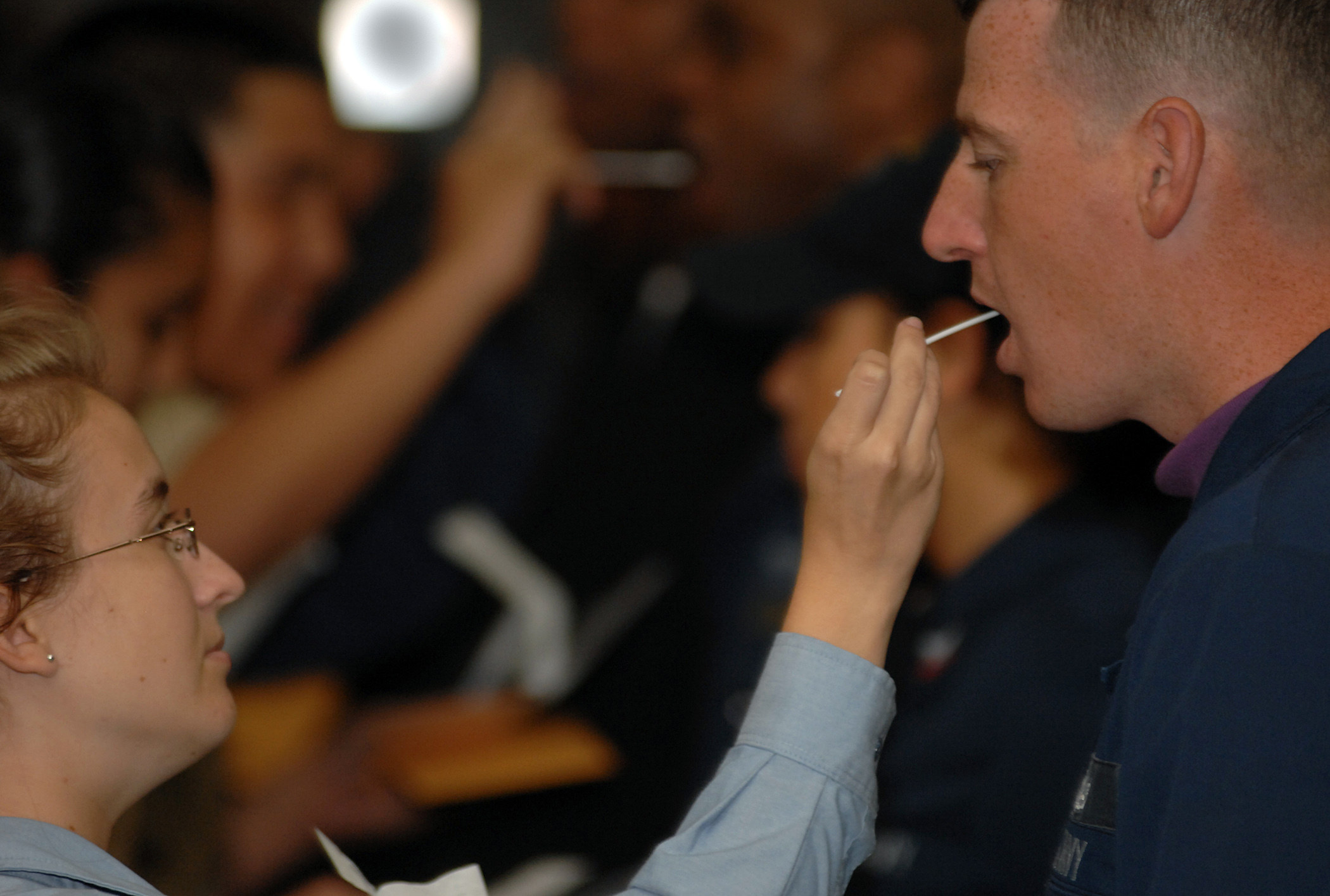
Speicheltest

Die DNA-Reihenuntersuchung (auch DNS-Reihenuntersuchung, Massengentest, genetischer Massentest, Reihengentest, DNA-Massenscreening) ist in der Regel die Feststellung von genetischen Fingerabdrücken der Angehörigen einer Bevölkerungsgruppe durch eine DNA-Analyse. Zur Ermittlung eines Täters, von dem DNA-Spuren vorliegen, kann sie freiwillig oder auf richterliche Anordnung durchgeführt werden. Die Untersuchungsmethode wurde von dem britischen Genetiker Alec John Jeffreys entwickelt und von ihm in den 1980er Jahren in Zusammenarbeit mit der Polizei und Forensikern erstmals eingesetzt. 

## Entwicklung der Untersuchungsmethode
Die Untersuchungsmethode basiert auf den Erkenntnissen des britischen Genetikers Alec John Jeffreys, der sie in den 1980er Jahren im Fall Colin Pitchfork in Kooperation mit der Polizei von Leicestershire und dem nationalen Forensic Science Service auch weltweit erstmals erfolgreich erprobte: „Colin Pitchfork was the 4583rd male to be tested, and the last: The principle had been vindicated“ (deutsch: Colin Pitchfork war der 4583. Mann, der getestet wurde, und der letzte: das (Vorgehens-)Prinzip hatte sich bewährt), resümiert Colin Evans in seiner kriminalhistorischen Darstellung.

## Rechtliche Grundlage
Gesetzliche Grundlage für genetische Reihenuntersuchungen ist in Deutschland § 81h Strafprozessordnung (StPO), der am 1. November 2005 in Kraft trat; jedoch wurden auch schon vorher umfangreiche Reihenuntersuchungen ohne ausdrückliche gesetzliche Grundlage durchgeführt (etwa im Fall Ronny Rieken). Die Proben und die daraus gewonnenen Daten müssen bei Nichtübereinstimmung mit der Spuren-DNA vernichtet werden; insbesondere dürfen die Daten nicht in der DNA-Analysedatei gespeichert werden. Allerdings müssen die  Aufzeichnungen über die DNA-Identifizierungsmuster erst dann „unverzüglich“ gelöscht werden, „wenn sie zur Aufklärung des Verbrechens nicht mehr erforderlich sind“. Die Teilnahme an einem solchen genetischen Reihenuntersuchung nach § 81h StPO ist freiwillig, niemand kann dazu gezwungen und aus der Weigerung zur Teilnahme darf kein Verdacht geschlossen werden. Das Verfahren muss richterlich angeordnet werden.

## Testverweigerung
Als Testverweigerer werden üblicherweise Personen bezeichnet, die von der Polizei gebeten wurden, freiwillig an einer genetischen Reihenuntersuchung teilzunehmen, dies aber nicht tun möchten.
Testverweigerer darf die Staatsanwaltschaft nicht allein wegen der Verweigerung der Teilnahme als Verdächtige und damit als Beschuldigte einstufen. Andernfalls würde sowohl gegen die Unschuldsvermutung als auch gegen das Rechtsstaatsprinzip verstoßen. Dies hat auch das Bundesverfassungsgericht im Jahr 1996 festgestellt:

„Dabei hätten die Verweigerung der Blutentnahme und die Einlegung der Beschwerde mit der Behauptung, die Maßnahme sei als nicht gegen Beschuldigte gerichtete ‚Massenfahndung‘ unrechtmäßig, nicht als ein den Tatverdacht gegen den Beschwerdeführer begründendes oder bestärkendes Indiz gewertet werden dürfen; das ergibt sich aus dem allgemeinen rechtsstaatlichen Grundsatz, daß das Gebrauchmachen von einem gesetzlich eingeräumten Rechtsbehelf nicht in unzumutbarer, aus Sachgründen nicht mehr zu rechtfertigender Weise erschwert werden darf.“

## Kritik

### Verletzung der informationellen Selbstbestimmung
Kritisiert wird an diesem Verfahren, dass der Bürger entgegen der Unschuldsvermutung aufgefordert werde, seine Unschuld zu beweisen, und dessen Grundrecht auf informationelle Selbstbestimmung beeinträchtigt werde.
Der Bundesdatenschutzbeauftragte Peter Schaar erklärte Ende Juli 2006, ein Massen-Gentest, bei dem sehr viele völlig Unschuldige einbezogen werden, dürfe nicht zur Standardmaßnahme der Polizei werden. Der stellvertretende Bundesvorsitzende des Bundes Deutscher Kriminalbeamter, Wilfried Albishausen, bezeichnete die Äußerungen Schaars als „Effekthascherei“ und warf ihm vor: „Sie verunsichern ungerechtfertigt die Bevölkerung und behindern eine effektive Strafverfolgung zur Sicherheit unserer Bürgerinnen und Bürger“.

### Umkehr der Unschuldsvermutung
Praktisch ist es so, dass Personen, die in das üblicherweise sehr weite Fahndungsraster passen, entweder „freiwillig“ an dem Gentest teilnehmen oder von der Polizei auf ein Alibi überprüft werden. Falls sie kein absolut sicheres Alibi vorlegen können, wird ein Anfangsverdacht unterstellt und ein Beschluss des Amtsgerichts zur zwangsweisen Teilnahme beantragt, der üblicherweise bewilligt wird. Da gegen diese Personen jedoch kein konkreter Tatverdacht besteht, sind sie keine Beschuldigten und dürften nach § 81c StPO ohne ihre Einwilligung nur unter bestimmten Voraussetzungen mit richterlicher Anordnung untersucht werden. Personen, die zur Teilnahme aufgefordert wurden, aber nicht auffindbar sind, werden zur Fahndung ausgeschrieben.
Eine echte Freiwilligkeit der Teilnahme in dem Sinne, dass man nach der Aufforderung der Polizei, an dem Gentest teilzunehmen, frei entscheiden kann, teilzunehmen oder nicht teilzunehmen, ist nicht gegeben. Man hat nur die Wahl, entweder eine Freiwilligkeitserklärung zu unterschreiben und teilzunehmen oder ein Alibi vorzulegen. Wenn man kein sicheres Alibi nachweisen kann, muss man mit der Behandlung als Beschuldigter wegen eines schweren Verbrechens rechnen. Es wird daher kritisiert, dass die ausdrückliche Behauptung der Polizei und Staatsanwaltschaft, die Teilnahme an einer Reihenuntersuchung sei freiwillig, eine Täuschung der Öffentlichkeit sei, und dass die Androhung von polizeilichen (Vor-)Ermittlungen und eines gerichtlichen Zwangsbeschlusses für den Fall, dass man nicht „freiwillig“ teilnimmt, eine Nötigung darstelle.
Kritisiert wird ferner, dass die Gerichte häufig zu großzügig bei der Bestätigung eines Anfangsverdachts sind und dass sie dabei ihren Ermessensspielraum einseitig zugunsten der Staatsanwaltschaft auslegen. Dabei ist es problematisch, dass der Begriff des Anfangsverdachts gemäß § 152 Abs. 2 StPO („zureichende tatsächliche Anhaltspunkte“) nur vage definiert ist.
Kritiker befürchten außerdem, dass durch die zunehmende Durchführung von genetischen Reihenuntersuchungen in immer größerem Umfang und mit Zwangsmaßnahmen gegenüber unbeteiligten Bürgern das Vertrauen der Bürger in die Polizei und Justiz abnehmen und in eine Ablehnung umschlagen könnte.
Ferner werden auch die Medien kritisiert, die die Frage der Freiwilligkeit und den Ablauf der Tests ungeprüft und einseitig anhand der Aussagen der Polizei und Staatsanwaltschaft darstellen. Über die Anzahl und die Hintergründe von Testverweigerern wird dagegen vergleichsweise wenig berichtet.

### Mangelnde Freiwilligkeit in der Praxis und Druck auf Untersuchungsverweigerer
Insbesondere wird eine durch die Praxis der Behörden entstehende Unfreiwilligkeit oftmals kritisiert. Da die Teilnehmer für eine genetische Reihenuntersuchung auf Basis von Vermutungen wie beispielsweise dem vermuteten Wohnort des Täters ausgewählt werden, besteht nicht einmal ein Anfangsverdacht gegen irgendeinen der vorgesehenen Teilnehmer. Trotzdem werden diese Personen unter einen Vorverdacht als „potentielle Tatverdächtige“ gestellt und müssen entweder ihre Unschuld beweisen oder polizeiliche Ermittlungen über sich ergehen lassen.
Da eine aufwendige und teure Reihenuntersuchung jedoch wenig erfolgversprechend wäre, wenn jede zur Teilnahme aufgeforderte Person, insbesondere der gesuchte Täter, ohne weitere Konsequenzen die Teilnahme einfach ablehnen könnte, versuchen Polizei und Staatsanwaltschaft in der Praxis, auf Testverweigerer Druck auszuüben und Verdachtsgründe zu finden, um sie zu einer Testteilnahme zu bewegen.
Bei einer genetischen Reihenuntersuchung in Bochum (siehe Beispiele) wurde schon im Informationsblatt der Polizei für den Fall einer Testverweigerung eine Beschuldigtenvernehmung angedroht: „Sind Sie nicht mit dieser Maßnahme einverstanden, können Sie im Rahmen einer Beschuldigtenvernehmung einen Alibinachweis vorlegen.“ Es wurde ein Fall bekannt, wo die Polizei beim Arbeitgeber nach einem Alibi gefragt hatte. Gegen Personen, die kein ausreichend sicheres Alibi vorlegten, wurden Beschlüsse des Amtsgerichts Bochum erwirkt, die eine zwangsweise Entnahme einer Speichelprobe gemäß § 81a StPO („körperliche Untersuchung des Beschuldigten“), bei Widerstand ersatzweise einer Blutprobe, anordneten. Es wurde also ohne nähere Untersuchung ein Tatverdacht angenommen, der wie folgt begründet wurde: „Nach dem gegenwärtigen Stand der Ermittlungen treffen bestimmte äußere Merkmale, wie etwa Alter, Größe, Wohnort, Bewegungsmuster, Antreffort, wobei bereits eines dieser allgemeinen Merkmale ausreichend sein kann, auf den Betroffenen zu.“
Bei einer genetischen Reihenuntersuchung in Dresden erklärte der Dresdener Oberstaatsanwalt Christian Avenarius im Juli 2006, dass niemand zum Beschuldigten werde, wenn er sich dem Gentest verweigere. Die Teilnahme sei absolut freiwillig. In solchen Fällen würde man sich aber die Person genauer ansehen und auch das Umfeld des Betreffenden überprüfen. Ergebe sich daraus kein Anfangsverdacht, werde auch nicht ermittelt.
Bei einer genetischen Reihenuntersuchung in Gütersloh (siehe Beispiele) wurden insgesamt fast 11.500 DNA-Proben erfolglos untersucht. Gegen 10 von 27 Männern, die nicht freiwillig an der Reihenuntersuchung teilnehmen wollten, wurden vom Amtsgericht Bielefeld Beschlüsse zur zwangsweisen Teilnahme erlassen. Diese wurden später vom Landgericht Bielefeld als rechtswidrig eingestuft. Einer der Männer wurde aber schon vorher gewaltsam zur Teilnahme gezwungen.
Gegen einen Beschluss des Amtsgerichts zur zwangsweisen Teilnahme an einer genetischen Reihenuntersuchung kann kostenlos Widerspruch eingelegt werden, über den das übergeordnete Landgericht zu entscheiden hat. Dabei muss dieses die individuellen Verdachtsgründe genauer untersuchen und entscheiden, ob ein Anfangsverdacht gemäß § 152 Abs. 2 StPO („zureichende tatsächliche Anhaltspunkte“) vorliegt. Für dessen Bejahung kann es nach Ansicht mancher Gerichte schon ausreichen, dass man in das Fahndungsraster der Polizei (etwa Geschlecht, Wohnort, Alter, Größe) passt.

### Hohe Kosten bei zweifelhafter Effizienz
Da in den meisten Fällen nicht sicher ist, dass der gesuchte Täter sich unter den vorgesehenen Testteilnehmern befindet, ist auch der Erfolg einer genetischen Reihenuntersuchung nicht gesichert. Daraus ergibt sich die Gefahr, dass bei einem negativen Testverlauf versucht wird, den Teilnehmerkreis eventuell mehrfach weiter zu vergrößern, um den bis dahin investierten hohen personellen und finanziellen Aufwand durch einen Fahndungserfolg zu rechtfertigen. Aber auch durch weitere Vergrößerungen des Teilnehmerkreises kann ein Fahndungserfolg nicht garantiert werden, während der Aufwand und damit die Kosten weiter steigen und immer mehr Unschuldige unter Teilnahmedruck gesetzt werden, um ihre Unschuld zu beweisen. Es ist unklar, wo schließlich eine Grenze für den Teilnehmerkreis gezogen werden soll.

### Laborfehler
Gerade bei DNA-Analysen in hoher Zahl ist das Risiko von Laborfehlern stark erhöht. Häufigste Fehler sind Verwechslungen, Fehlbeschriftungen und Ablesefehler von Proben, die völlig unabhängig von der Zuverlässigkeit des Analyseverfahrens sind.

### Unsicherheit als Beweismittel
Die Ergebnisse der Reihenuntersuchung sind als unmittelbares Beweismittel zu relativieren: Die erstellten Muster kommen statistisch bei 100.000 Menschen einmal vor, in jeder größeren Stadt also mehrfach. Es wird dadurch eine weitere, genauere DNA-Analyse notwendig, die eindeutig beweist, dass die gefundene Spur von einem Verdächtigen stammt.

### Falsche Spuren
DNA-Spuren können auf verschiedenste Weise an den Tatort gelangen; es können sogar vom Täter absichtlich fremde Spuren platziert werden, um einen Unschuldigen zu belasten. Es kann generell sein, dass gefundene Spuren überhaupt nicht vom Täter stammen. So wurde bei der in den Beispielen beschriebenen genetischen Reihenuntersuchung im nördlichen Saarland vom November 2009 nach einem Briefeschreiber gefahndet, der aber nicht zum Teilnehmerkreis gehörte, schließlich durch einen Zeugenhinweis ermittelt wurde, aber nicht der Täter war.

### Verschlimmerung der Tat
Es wird außerdem die Gefahr gesehen, dass durch den zunehmenden Einsatz der DNA-Analyse als Fahndungsmittel Straftäter veranlasst werden könnten, eventuelle DNA-Spuren zu vernichten, indem sie beispielsweise den Tatort in Brand setzen und dadurch die Tat verschlimmern.

### Gefahr des Datenmissbrauchs
Kritisch wird auch die Frage betrachtet, ob die im Rahmen von genetischen Reihenuntersuchungen mit hohem personellen und finanziellen Aufwand ermittelten genetischen Daten einer Vielzahl von Bürgern tatsächlich unwiderruflich gelöscht oder vielleicht anderweitig verwendet werden. Wegen des hohen Wertes der Daten besteht die Gefahr, dass Begehrlichkeiten entstehen und die Daten missbraucht werden könnten.
Es ist nicht grundsätzlich auszuschließen, dass die Daten beispielsweise von eigenen oder fremden Geheimdiensten ausspioniert werden könnten. Auch könnte die Begehrlichkeit entstehen, die mit hohem Aufwand ermittelten Daten nicht zu löschen, sondern offiziell oder inoffiziell für die Aufklärung anderer Straftaten aufzubewahren.
Eine umfassende Datenbank mit genetischen Fingerabdrücken aller Bürger birgt auch das Risiko, dass statt konventioneller Beweise vorzugsweise DNA-Spuren an Tatorten zur Täterermittlung herangezogen werden. DNA-Spuren können jedoch ohne Tatbeteiligung an jeden Tatort gelangen, im Grunde auch absichtlich platziert werden.

### Umgang mit „Beinahe-Treffern“
Lange ungeklärt blieb der Umgang mit „Beinahe-Treffern“:
Bei einer Reihen-Untersuchung nach einer besonders schweren Vergewaltigung in Dörpen/Emsland im Juli 2010 wurden  bei zwei Männern Ähnlichkeiten zur Täter-DNA (und damit eine mögliche Verwandtschaft) festgestellt, bei weiteren Ermittlungen wurde der Täter gefunden: ein Familienangehöriger, der gar nicht ins polizeiliche Raster fiel, da er erst 16 Jahre alt war.
Den untersuchten Männern wurde bei der Entnahme zugesichert, dass ihre Probe allein dazu verwendet wird, ihre mögliche Täterschaft zu überprüfen.
Das Landgericht Osnabrück ging davon aus, dass die so gewonnenen Beweise trotzdem verwertet werden dürfen – und verurteilte den Jugendlichen zu einer Jugendstrafe von fünf Jahren. Der Bundesgerichtshof bestätigte dies später.
Dagegen wurde Verfassungsbeschwerde erhoben, die das Bundesverfassungsgericht nicht zur Entscheidung annahm.
Die Untersuchung von DNA-Proben auf Beinahe-Treffer in Reihenuntersuchungen wurde im Jahr 2017 in Deutschland durch eine Änderung des § 81h StPO im gesetzgeberischen Schnellverfahren ausdrücklich erlaubt. Die nun erlaubte Verwertung wird in neueren Reihenuntersuchungen bewusst genutzt.

## Wissenschaftliche Untersuchungen
Zu den größten DNA-Reihenuntersuchungen für wissenschaftliche Zwecke, die über die Fragmentlängenanalyse weit hinausgehen, gehört die Untersuchung des Genpools der Bevölkerung Islands. Die Ergebnisse wurden im Februar 1998 durch Hoffmann-La Roche von deCODE Genetics für 200 Mio. US-Dollar erworben.
Im Jahre 2007 untersuchten Anthropologen der Universität Göttingen die DNA von 300 Einwohnern des Kreises Osterode, um sie mit dem Genmaterial von etwa 40 Skeletten zu vergleichen, die 1993 in der Lichtensteinhöhle bei Förste gefunden wurden und etwa 3000 Jahre alt sind.

## Beispiele

### Deutschland
- 1994: Weltweit erste erfolgreiche DNA-Reihenuntersuchung an 1889 männlichen Personen aus Hessen, im Bereich Darmstadt, Babenhausen, im Zusammenhang mit dem Mord an der damals 3-jährigen Elora McKemy. Überführt wurde damals ein in Hessen stationierter US-Soldat, der später von einem Militärgericht wegen Entführung, Vergewaltigung und Mordes an Elora zu lebenslanger Haft (3 mal 50 Jahre) verurteilt wurde[18].
- 1997: Untersuchung von 750 Haltern eines Porsches in München zur Aufklärung eines Mordfalles. Die Zulässigkeit der Untersuchung wurde vom Bundesverfassungsgericht bestätigt. Jedoch war kein Porschefahrer der Täter: Verurteilt wurde 2003 der Ehemann der Putzfrau des Opfers.[19]

- März 1998: Untersuchung von 16.000 Männern zwischen 18 und 30 Jahren in Niedersachsen. Der Sexualmord an einem 11-jährigen Mädchen in Lorup wurde hierdurch aufgeklärt. Siehe auch: Ronny Rieken

- Herbst 2000: nach dem Mord an dem elfjährigen Schüler Tobias D. in Weil im Schönbuch wurden 12.400 Speichelproben genommen. Der Täter wurde dadurch nicht gefunden. 2011 nahm die Polizei einen geständigen Tatverdächtigen fest, dem sie bei Recherchen im Bereich Kinderpornographie im Internet auf die Spur gekommen war. DNA-Spuren überführten ihn endgültig als Täter.[20][21]

- 2002: Rund 1.300 junge Frauen wurden von der Staatsanwaltschaft Regensburg zu einer genetischen Reihenuntersuchung geladen, um den Tod eines neugeborenen Mädchens aufzuklären, das im Sommer 2000 tot im Main-Donau-Kanal beim niederbayrischen Essing aufgefunden wurde. Dies war die erste kriminalistische DNA-Reihenuntersuchung an Frauen in Deutschland. Die Mehrzahl der Frauen beteiligte sich freiwillig an der Untersuchung; die Tat konnte dadurch allerdings nicht aufgeklärt werden. Gegen zwölf Frauen, die nicht freiwillig teilnehmen wollten, erwirkte die Staatsanwaltschaft Regensburg beim Amtsgericht Zwangsbeschlüsse. Dagegen legten drei Frauen beim Landgericht erfolgreich Beschwerde ein. Nach Ansicht des Landgerichts Regensburg reicht es für einen Anfangsverdacht nicht aus, dass die Frauen zum Tatzeitpunkt in einem bestimmten Alter waren und in der Nähe des Fundortes der Babyleiche wohnten. Zudem konnten die Frauen weitere Unterlagen vorlegen, die gegen eine Täterschaft sprachen. So war eine der Frauen laut einem ärztlichen Attest noch Jungfrau. Nach dieser Entscheidung des Landgerichts Regensburg vollstreckte die Staatsanwaltschaft auch die Beschlüsse des Amtsgerichts gegen die neun anderen Frauen nicht.[22]

- Herbst 2002: In der Nacht zum 11. August 2002 wurde im bayrischen Poing die 38-jährige Gudrun Wudy in ihrem Haus ermordet. Ende September wurden alle in Poing lebenden Männer (ca. 1.500) zur Teilnahme an einer genetischen Reihenuntersuchung aufgefordert. Die Kripo teilte mit, dass die Teilnahme an dem Speicheltest nicht bedeute, dass man als Tatverdächtiger oder Beschuldigter gilt.[23] Trotzdem wurden 14 Personen, die nicht freiwillig an der DNA-Reihenuntersuchung teilnehmen wollten, per richterlichem Beschluss zur Teilnahme gezwungen[24], wozu zumindest ein Anfangsverdacht vorliegen muss. Die Anzahl der Proben wurde auf 2300 ausgeweitet. Das Ergebnis war negativ. Im März 2003 wurde die Reihenuntersuchung auf alle Männer im Alter von 14 bis 45 Jahren, die im Umkreis von fünf Kilometern rund um den Tatort wohnten (ca. 10.000), ausgeweitet, da die Polizei sicher war, dass der Täter über sehr gute Ortskenntnisse im Neubaugebiet „Am Bergfeld“ verfügte und aus dem näheren Umfeld der Toten kommt.[25] Auch diese Reihenuntersuchung verlief negativ. Der Täter wurde schließlich im Oktober 2003 gefasst, weil er die Tat gefilmt hatte, seine Ex-Freundin das Video sah und ihn nach längerer Bedenkzeit der Polizei meldete. Er wohnte in München, hatte keinen Bezug zum Opfer und war nach Ansicht von Gutachtern seelisch schwer gestört.[26]

- September 2003: Untersuchung an 10.000 männlichen Personen im Bochumer Stadtteil Querenburg und 600 Männern in Sprockhövel zur Aufklärung von 20 Vergewaltigungen zwischen Januar 1994 und Juli 2002 in Sprockhövel, Bochum, Witten und Dortmund. Der Täter wurde nicht ermittelt. Siehe auch: Uni-Phantom Bochum

- November 2004: Seit dem 6. April 2004 wurden in Bayern neun Briefbomben verschickt, von denen eine zündete und eine Sekretärin leicht verletzte. Die anderen Briefbomben zündeten nicht.[27] Die Polizei vermutete zunächst, dass es sich bei dem Täter um einen Mann im Alter zwischen 40 und 60 Jahren aus dem Raum Passau handelte und sammelte im Rahmen einer freiwilligen DNA-Reihenuntersuchung zwischen April und November etwa 1600 Speichelproben.[28] 28 Männern, die keine Speichelprobe abgeben wollten, sollte auf Grund von Gerichtsbeschlüssen zwangsweise DNA-Material abgenommen werden.[29] Nachdem diese Untersuchungen erfolglos verliefen und DNA-Spuren auf dem Umschlag der sechsten Briefbombe mit DNA-Spuren von einem zwei Jahre zurückliegenden Einbruch in ein Gasthaus in Hutthurm übereinstimmten, wurden alle 2300 Männer im Alter zwischen 16 und 70 Jahren aus dem Umkreis von Hutthurm von der Kripo verdächtigt und zu einer zweiten Reihenuntersuchung eingeladen.[27][28] „Wer nicht kommt, wird von der Polizei nochmal aufgesucht“, erklärte der LKA-Sprecher. Jeder habe zwar das Recht, die Speichel-Entnahme zu verweigern, doch sei dann mit einem Gerichtsbeschluss zu rechnen.[30] Am 26. November 2004 sprengte sich der 22-jährige Johann Lang aus dem Hutthurmer Ortsteil Ramling mit einer selbstgebauten Bombe auf einem Feld in die Luft. Er war sofort tot. Er hatte eine Einladung zur freiwilligen Teilnahme an der Reihenuntersuchung erhalten und sollte an diesem Tag eine Speichelprobe abgeben. Eine der Leiche entnommene DNA-Probe belegte, dass es sich um den gesuchten Attentäter handelte.[31] Die DNA-Reihenuntersuchung wurde daraufhin sofort eingestellt.[27]

- Juni 2006: Untersuchung an bis zu 100.000 männlichen Personen zwischen 25 und 45 Jahren zwischen Coswig und Dresden zur Aufklärung von Vergewaltigungen an zwei minderjährigen Mädchen (6. September 2005, 10. Januar 2006). Es handelt sich um die größte Massenuntersuchung in der deutschen Kriminalgeschichte. Die Massenuntersuchung verlief ergebnislos. Knapp zwei Jahre später (18. Juni 2008) konnte der mutmaßliche Vergewaltiger auf Grund klassischer Polizeiarbeit festgenommen werden. Die zu ihm führenden Spuren waren allesamt vor Beginn des Massentests bekannt, wurden aber erst danach ausgewertet.

- April 2007: Untersuchung in Velbert an 580 männlichen Personen im Alter zwischen 20 und 60 Jahren, die in einer bestimmten Zeit Mitglied in einem bestimmten Fitnessstudio waren. Ziel war die Aufklärung eines Morddeliktes. Die freiwillige Teilnahme an der Untersuchung war zunächst relativ gering.[32] Daraufhin kündigte die Polizei an, den Personen, die noch keine Speichelprobe abgegeben hatten, „ein erneutes Angebot zur freiwilligen Abgabe einer Speichelprobe zu machen, damit diese nicht im engeren Fokus der weiteren polizeilichen Ermittlungen verbleiben.“[33] Insgesamt wurden bis zum Abschluss der DNA-Reihenuntersuchung 700 Speichelproben ausgewertet. Der Täter konnte nicht ermittelt werden.[34]

- Juli 2008: Zur Aufklärung am Mord an der 35-jährigen Jennifer Schlicht, Tatzeitpunkt etwa 17. Mai 2005, in Hattingen-Blankenstein wurden über 500 Tests durchgeführt, weitere folgten. Die DNA-Vergleiche bei den 500 Männern zwischen 16 und 75 Jahren aus dem Blankensteiner Raum und im Bekanntenkreis verliefen erfolglos.[35] Die Tat wurde im September 2011 aufgeklärt, als die gleiche DNA-Spur des Täters bei drei Einbrüchen gefunden worden war.[36] Der Täter wurde im April 2012 wegen Totschlags zu 13 Jahren Haft verurteilt.[37]

- August 2008: Untersuchung in Heinsberg an 1100 männlichen Personen im Alter zwischen 16 und 60 Jahren, die in der Umgebung von Randerath, Horst und Porselen wohnen. Ziel war die Aufklärung eines Morddeliktes; das Ergebnis steht noch aus. Die freiwillige Teilnahme an der Untersuchung war zunächst relativ groß.[38]

- November 2008: Im nördlichen Saarland startete die Polizei die größte genetische Reihenuntersuchung, die bislang in diesem Bundesland durchgeführt wurde, um den vermeintlichen sogenannten „Hochwald-Mörder“ zu überführen. Die Fahnder wollten den Mann finden, der 1962 bei Bielefeld die damals 13-jährige Schülerin Lydia Schürmann und 1970 die Prostituierte Heiderose Berchner im Raum Ulm umgebracht hat. Sechs anonyme, teils handschriftliche Briefe an Presse und Polizei, auf denen DNA-Spuren und Fingerabdrücke gefunden wurden, hatten die Ermittler auf die Spur ins nördliche Saarland geführt. 5000 Männer im Alter ab 65 Jahren, die in der Umgebung lebten, wurden aufgefordert, freiwillig eine Speichelprobe für einen DNA-Test sowie ihre Fingerabdrücke abzugeben.[39] Die DNA-Reihenuntersuchung war erfolglos. Durch den Hinweis eines Postboten wurde aber ein 34-jähriger psychisch kranker Mann ermittelt, der die Briefe geschrieben hatte. Er gehörte nicht zur Zielgruppe der Reihenuntersuchung und hatte sich das Wissen über die Morde aus der Presse angeeignet. Wegen seines Alters musste er als Täter ausgeschlossen werden.[40]

- Januar 2009: Im Landkreis Ludwigsburg wurde bei Verkehrskontrollen routinemäßig nach einer freiwilligen Abgabe des genetischen Fingerabdrucks gefragt. Der Gentest per Speichelprobe bei Verkehrskontrollen sollte der Fahndung im Fall des Polizistenmordes von Heilbronn dienen.[41] Im März 2009 stellte sich heraus, dass Wattestäbchen, die bei der Spurensicherung verwendet wurden, verunreinigt waren und es die Phantom-Mörderin in dieser Form nicht gab.[42] Siehe auch: Heilbronner Phantom  Die Tat konnte später dem Nationalsozialistischen Untergrund (NSU) zugeordnet werden.

- Juli 2009: Die Gewerkschaft der Polizei stellt sich gegen eine Erfassung der DNA von Polizeibeamten. Diese sollten im Zuständigkeitsbereich des Polizeipräsidiums Duisburg ihren genetischen Fingerabdruck abgegeben, damit an Tatorten von Anfang an Täterspuren von Spuren der Ermittler getrennt werden können.[43]

- September 2009: In Gütersloh führte die Polizei letztlich erfolglos eine genetische Reihenuntersuchung an insgesamt ca. 11.500 Männern durch, um den Mord an einer 67-jährigen Frau aufzuklären. Gegen 10 von 27 Männern, die nicht freiwillig an der DNA-Reihenuntersuchung teilnehmen wollten, wurden vom Amtsgericht Bielefeld Beschlüsse zur zwangsweisen Teilnahme erlassen. Diese wurden später von Landgericht Bielefeld als rechtswidrig eingestuft. Einer der Männer wurde aber schon vorher gewaltsam zur Teilnahme gezwungen. Wegen seines Widerstandes gegen die rechtswidrige Maßnahme wurde er vom Amtsgericht Bielefeld zu einer Verwarnung mit Strafvorbehalt verurteilt. Sein Rechtsanwalt erstattete gegen den Staatsanwalt, der die zwangsweise Teilnahme an der Reihenuntersuchung beantragte, Strafanzeige wegen der Verfolgung Unschuldiger und gegen die Amtsrichterin, die sie genehmigte, Strafanzeige wegen Rechtsbeugung.[44][45]

- März bis Mai 2011: Im Zuge der Ermittlungen zu den Funden von zwei Säuglingsleichen in Schwarzenberg/Erzgeb. bzw. Rotava wurden von über 1500 Frauen DNA-Proben erhoben.[46] Der Test ergab keinen Hinweis auf Tatbeteiligte (Stand August 2012).[47]

- Ende 2012 führte die Polizei in Kempten eine genetische Reihenuntersuchung durch, um den Ölflecktäter zu finden, bisher jedoch ohne Erfolg.

- Juli 2013: Die Kriminalpolizei München startete eine genetische Reihenuntersuchung, um dem Radl-Mörder auf die Spur zu kommen, der am 28. Mai 2013 einen Radfahrer an der Erhardstraße in München ermordet hat. Untersucht werden alle Personen, die Mobiltelefonen zugeordnet werden können, die zum Tatzeitpunkt in die entsprechenden Funkzellen eingebucht waren. Wer hier die „freiwillige“ Abgabe des genetischen Fingerabdrucks verweigert, muss dann mit einem Zwangsbeschluss rechnen, gegen den man Widerspruch einlegen kann. Das Delikt blieb bislang ungeklärt.[48]

- Februar 2014: Mehr als 3000 Männer wurden ab 14. Februar in Neresheim zur DNA-Reihenuntersuchung gebeten. Die Ermittler im Mordfall Maria Bögerl erhofften sich davon neue Erkenntnisse und Ermittlungsansätze.[49]
- August 2021: Rund 700 Männer wurden in Blaubeuren nach einer Einbruchsserie und Vergewaltigung zur DNA-Reihenuntersuchung gebeten.[50]

### Großbritannien
Neben dem Ergebnis einer DNA-Untersuchung muss von der Beschreibung des Ursprungs der Probe und der Entnahme begleitet werden. Der Richter stellt sicher, dass die Jury die Signifikanz der Ergebnisse der Reihenuntersuchung kennt und weiß, dass die Übereinstimmungswahrscheinlichkeit nicht zwangsläufig mit der Täterwahrscheinlichkeit übereinstimmt. Der Human Tissue Act 2004 verbietet Privatpersonen das Sammeln von Proben zur DNA-Analyse, mit Ausnahme medizinischer und kriminologischer Untersuchungen.

### USA

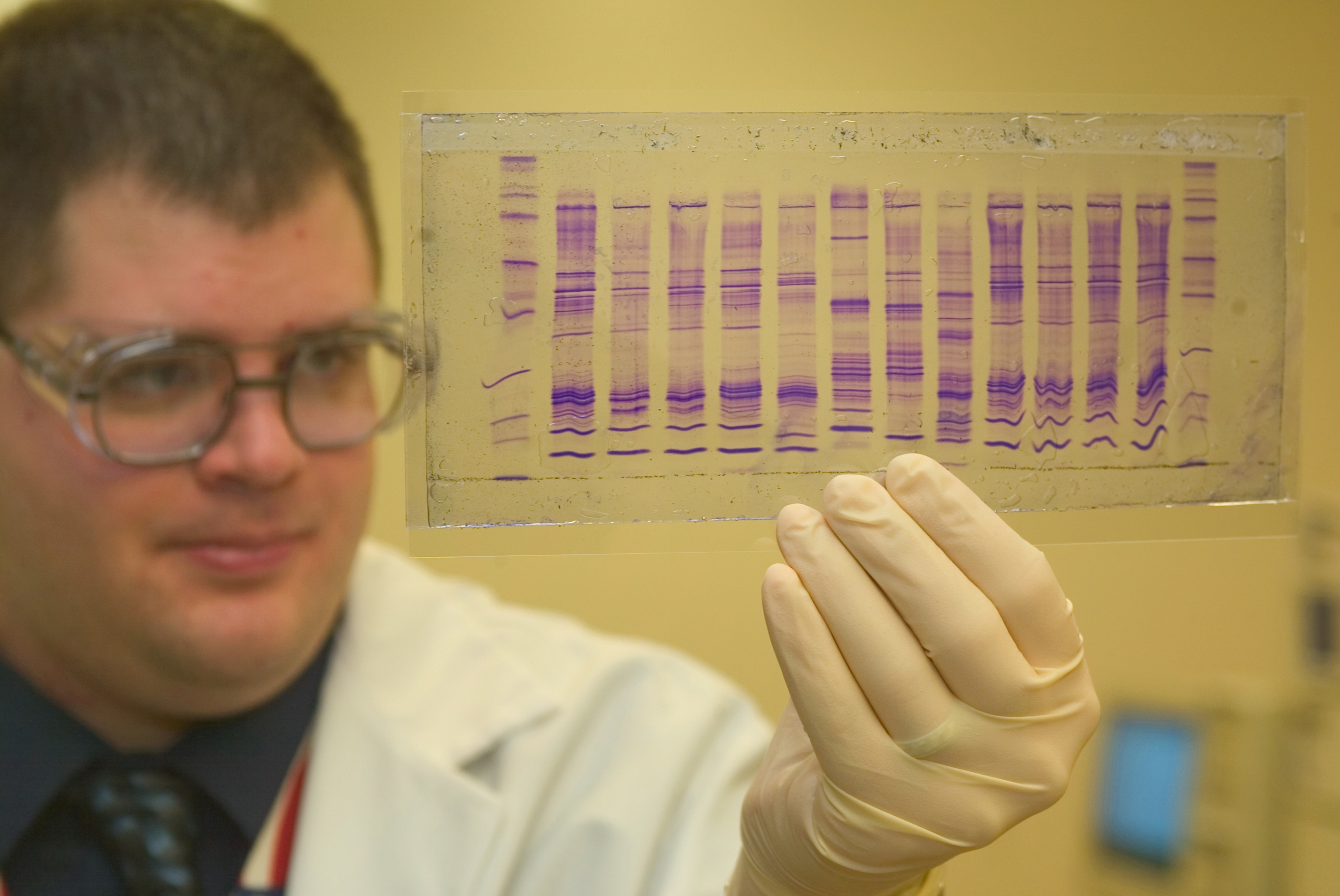
Warenanalyse beim US-Grenzschutz

In allen 50 Staaten der USA existieren entsprechende Gesetze. Detaillierte Informationen befinden sich auf der Website der National Conference of State Legislatures. Die Polizei darf DNA-Proben ohne eine Kenntnis des Verdächtigen durchführen. Die Legalität dieser Praxis wurde in Australien kontrovers diskutiert. Gerichte in den USA entschieden eine Rechtmäßigkeit aufgrund des Präzedenzfalles California v. Greenwood aus dem Jahr 1985, während Kritiker sich auf das mangelnde öffentliche Bewusstsein in Bezug auf das Hinterlassen von DNA berufen. Der oberste Gerichtshof entschied im Fall Maryland v. Kingam im Jahr 2013, dass die Probenentnahme bei Häftlingen rechtmäßig sei, sofern sie schwere Straftaten begangen hätten.